# 小行星5174
小行星5174（英語：5174 Okugi）是一颗围绕太阳公转的小行星。1988年4月16日，箭内政之、渡邊和郎在北见发现了此天体。
这颗小行星的绝对星等为353.040966243852等。